# サービス放送
サービス放送（サービスほうそう）は、放送局の新規開局を前に行われる試験放送の一環である。名目上サービス放送としていながらも一部放送局では事実上本放送同様の内容が放送されている。

## 放送内容と目的
正式な本放送を前に実際に放送される内容とほぼ同じ形態で番組を進行し、制作担当者や出演者の最終的な「慣れ」、および機材操作・動作の確認をすると同時に、視聴者に対してその放送局と放送される番組を宣伝する目的で実施されている。
有料放送（スカパー!、ケーブルテレビ向けの専門放送）では、正式に有料放送として開局する前に視聴料無料のノンスクランブル放送を実施する例がある。

## 放送期間
地上波では正式な開局日の1週間から1か月程度前からサービス放送を開始するのが定番だが、それ以上の長期間に亘ってサービス放送を実施する局も存在した。
1967年11月1日の「UHF第1次チャンネルプラン」にて予備免許を受けた民放テレビ局15局の内、主にその翌々年の1969年4月1日に開局した放送局の中に、約2〜3か月余のサービス放送を実施した局が多かった。特に、長野放送や岡山放送（現在は両局ともフジテレビ系列）では、約3か月強に亘って放送していた（詳細は、各放送局の「沿革」や「歴史」の項を参照のこと）。これは、その県で初のUHFテレビ局である局が、UHF放送を受信する設備の普及を促進するため長く設定したためである。
他の例では1972年4月1日開局の北海道文化放送（フジテレビ系列）では同年1月14日からサービス放送を開始している。これは通常通りの3月中旬からのサービス放送では同年2月3日から2月13日に地元で開催された『札幌オリンピック』の中継放送ができなかったためであり、開局約2か月半前からのサービス放送開始という形となった（ただし放送範囲は道央のみ）。

### 地上デジタルテレビ放送における例
また、移行初期における地上デジタルテレビ放送では本放送開始の2〜3か月前からサービス放送を開始する放送局が少なくなかった。2005年11月1日に本放送を開始した静岡第一テレビ（日本テレビ系列）は5か月前の同年6月1日からサービス放送を開始している（ただし休日昼間は別編成の自社制作番組などを放送していた。日本テレビ送出番組のHD化と休日昼間を含めた完全なサイマル放送の開始は同年9月1日から）。また、これ以上早くサービス放送を開始する局も現れている。